# Ingemar Düring
Hans Ingemar Düring, né à Göteborg (Suède) le 2 septembre 1903 et mort le 23 décembre 1984 , est un philologue classique suédois.

## Biographie
Ingemar Düring passe sa scolarité puis ses études à Göteborg chez Evald Lidén (sv),
Vilhelm Lundström (sv) et Ernst Nachmanson (sv), entrecoupées de courts séjours à Uppsala, Lund, Copenhague et Oxford. En 1930, il devient  professeur de langue et de littérature grecque dans sa ville natale. Deux ans plus tard, en 1932, il est lecteur à l'université de Vänersborg et, en 1945, il est nommé Regius Professor (en) de grec à l'université de Göteborg. Pendant l'année académique 1955-1956, il est professeur de recherche à l'Institute for Advanced Study à Princeton. Il est également président de la Commission nationale suédoise à l'UNESCO, membre de la Commission de l'Institut suédois à Athènes et à Rome (en), membre de la Commission pour une nouvelle traduction du Nouveau Testament, et, en 1969, membre correspondant de l'Académie bavaroise des sciences.